# Myxopyreae
Myxopyreae Boerl., 1899 è una tribù di piante angiosperme appartenenti alla famiglia delle Oleacee.

## Etimologia
Il nome della tribù deriva dal suo genere tipo Myxopyrum Blume, 1826 la cui etimologia fa riferimento a due parole greche "myxa/myxo" (= mucillagine) e "pyros/pyrum" (= grano) e si riferisce ai semi viscidi e polposi tipici di queste piante.
Il nome scientifico della tribù è stato definito per la prima volta dal botanico e esploratore olandese Jacob Gijsbert Boerlage (1849-1900) nella pubblicazione "Handleiding tot de Kennis der Flora van Nederlandsch Indie - 2: 324" del 1899.

## Descrizione

### Portamento
Il portamento delle specie di questa tribù è arbustivo (o erbaceo perenne), arboreo (piccoli alberi) o legnoso rampicante. Il fusto ha una sezione quadrangolare a causa della presenza di fasci di collenchima posti nei quattro vertici.

### Foglie

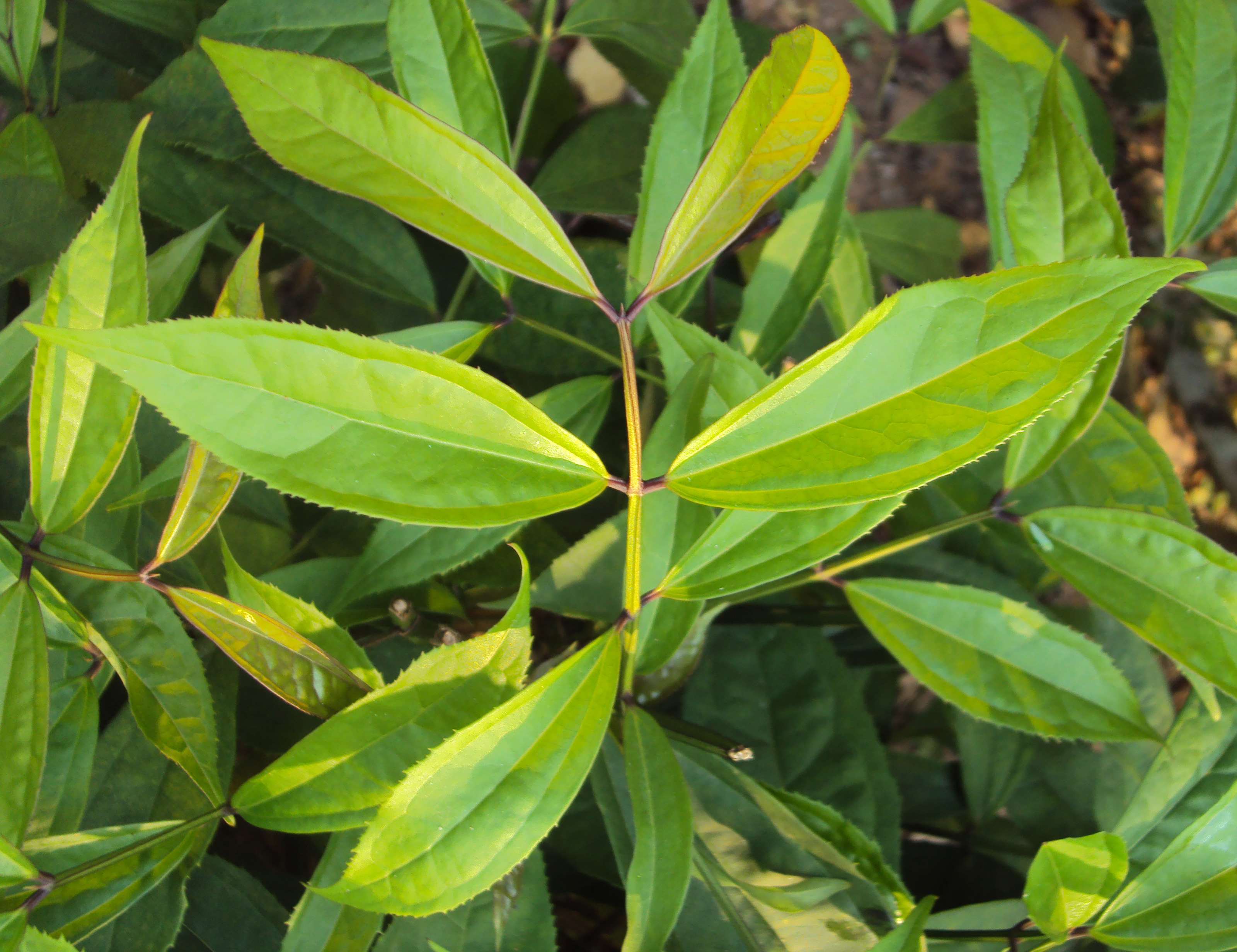
Le foglie
Myxopyrum smilacifolium

Le foglie lungo il caule sono disposte in modo opposto e sono picciolate. La lamina è glabra, semplice con bordi dentati; la superficie è trinervata.

### Infiorescenze
Le infiorescenze sono a portamento ascellare o terminale e sono di tipo cimoso-panicolato o tirsoide. Nell'infiorescenza possono essere presenti alcune brattee.

### Fiori

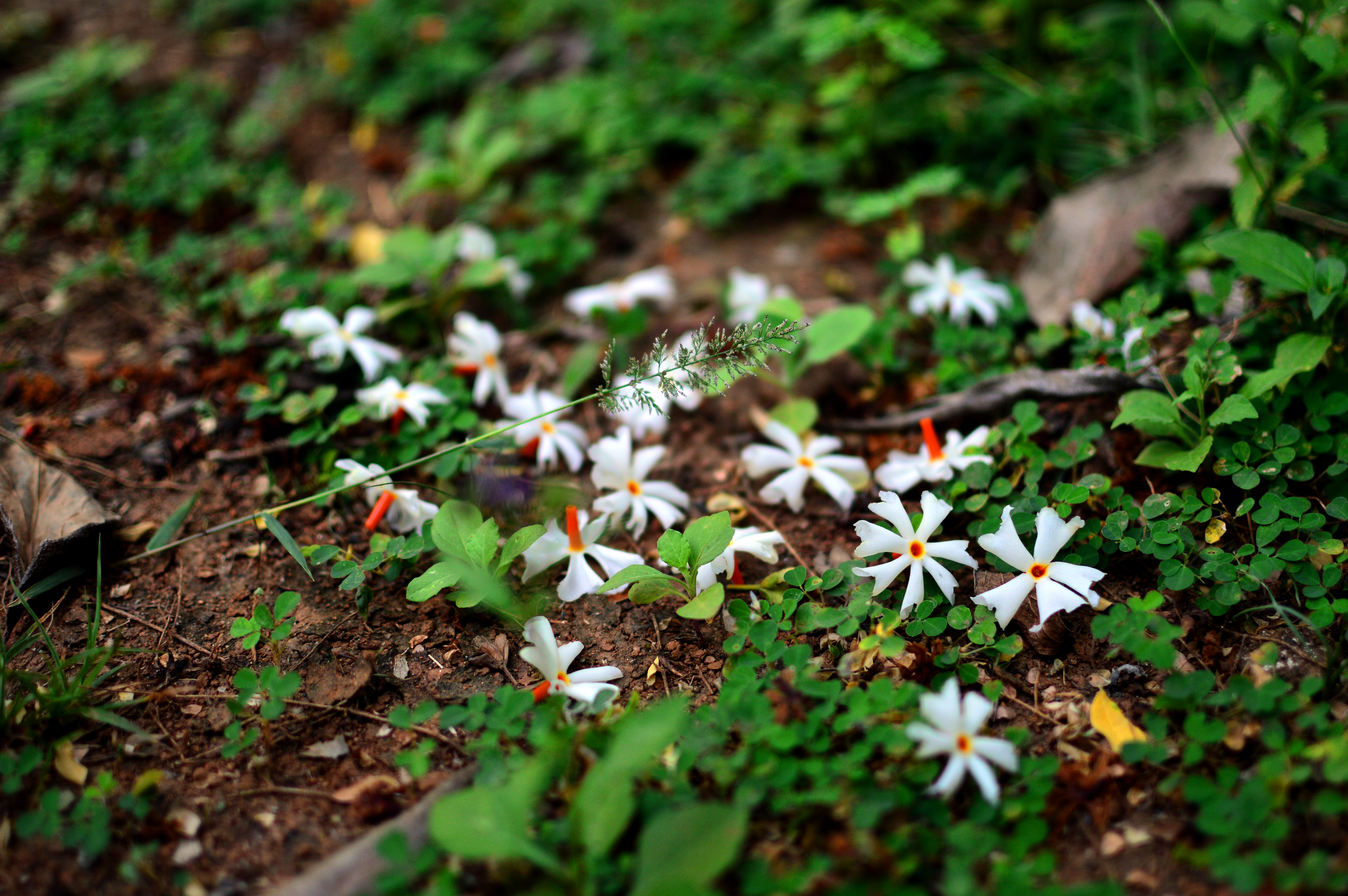
I fiori
Nyctanthes arbor-tristis

I fiori sono ermafroditi, attinomorfi e tetraciclici (ossia formati da 4 verticilli: calice– corolla – androceo – gineceo) e tetrameri (ogni verticillo ha 4 elementi).
- Formula fiorale. Per la famiglia di queste piante viene indicata la seguente formula fiorale:[11][12]

* K (4), [C (4), A 2], G (2), supero, bacca/capsula.
- Il calice è gamosepalo con forme cilindriche e termina con 4 piccoli lobi (8 lobi in Nyctanthes).

- La corolla è gamopetala con i petali uniti alla base con una forma da campanulata a urceolata; il tubo in genere è più lungo dei lobi. I lobi normalmente sono 4 (a volte formano un cappuccio). Il colore in prevalenza è bianco, ma anche giallo e rosa.

- L'androceo è formato da 2 stami inclusi e adnati alla base del tubo della corolla. Le antere sono formate da due teche con deiscenza longitudinale. Il polline è tricolpato.

- Il gineceo è bicarpellato (sincarpico - formato dall'unione di due carpelli) ed ha un ovario supero, biloculare con 1 - 3 ovuli ascendenti o basali per luculo. Gli ovuli sono provvisti di un solo tegumento e sono tenuinucellati (con la nocella, stadio primordiale dell'ovulo, ridotta a poche cellule).[14] La placentazione è assile. Lo stilo è unico e termina capitato o con uno stigma subsessile, minuto e bifessurato.

### Frutti

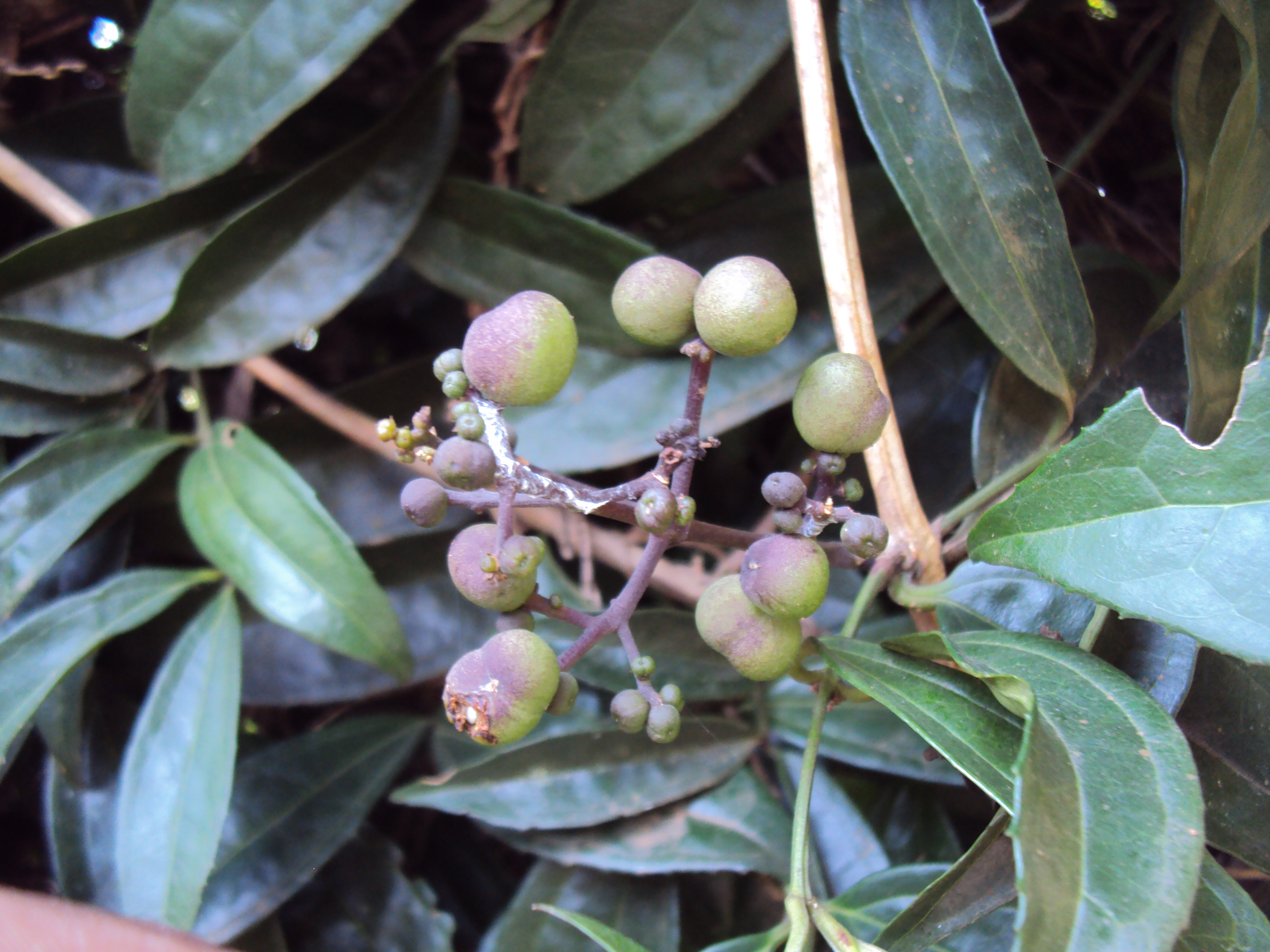
I frutti
Myxopyrum smilacifolium

Il frutto è una drupa, bacca, capsula oppure uno schizocarpo compresso. I semi, da 1 a 4, sono provvisti di endosperma carnoso ed hanno delle forme piatte.

## Biologia
Le specie di questa tribù si riproducono per impollinazione entomogama o anemogama..
I semi, dopo aver eventualmente percorso alcuni metri a causa del vento (dispersione anemocora), cadendo a terra sono dispersi soprattutto da insetti tipo formiche (mirmecoria).

## Distribuzione e habitat
Le specie di questa tribù sono tropicali (areale Indo-Malese).

## Tassonomia
La famiglia delle Oleaceae comprende 27 generi e circa 600 specie con distribuzione cosmopolita dalle regioni tropicali fino a quelle temperate.
Il numero cromosomico delle specie di questo gruppo è: 2n = 22, 24, 36, 44 e 46.

### Generi e specie
La tribù è formata da tre generi e 7 specie:
- Myxopyrum Blume, 1826 - 4 specie:[16]

- Myxopyrum nervosum Blume, 1826
- Myxopyrum ovatum A.W.Hill, 1910
- Myxopyrum pierrei Gagnep., 1933
- Myxopyrum smilacifolium (Wall.) Blume, 1851

- Nyctanthes L., 1753 - 2 specie:[17]

- Nyctanthes aculeata Craib, 1916
- Nyctanthes arbor-tristis L., 1763

- Dimetra Kerr, 1938 - una specie:[15]

- Dimetra craibeana Kerr, 1938

### Filogenesi

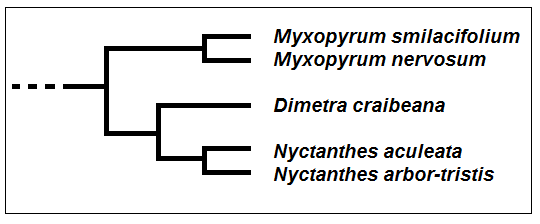
Cladogramma della tribù

Inizialmente i generi di questa tribù erano descritti all'interno della sottofamiglia Jasminoideae. In seguito a studi di tipo filogenetico sul DNA (2001) Jasminoideae è stato dimostrato essere parafiletica per cui è stata divisa in due tribù: Myxopyreae e Jasmineae. Il carattere apomorfico più evidente nelle specie di questa tribù è la presenza di ovuli ascendenti, inoltre condividono i fusti a sezione quadrangolare. Tuttavia altri caratteri tra le specie dei tre generi non sono concordi per cui ulteriori studi sono necessari per circoscrivere meglio questo gruppo. Da altri studi ancora più recenti (2007) risulta che Myxopyreae è "gruppo fratello" del resto della famiglia Oleaceae.
Il cladogramma tratto dallo studio citato (e semplificato) mostra l'attuale struttura filogenetica della tribù.